# شاخه‌های درخت
شاخه‌های درخت (به بنگالی: Shakha Proshakha) فیلمی محصول سال ۱۹۹۲ و به کارگردانی ساتیاجیت رای است. در این فیلم بازیگرانی همچون هاردن باندپدی، دیپانکار ده، سومیترا چاترجی، رانجیت مالیک، سوهام چاکرا بورتی، ماماتا شانکار ایفای نقش کرده‌اند.